# Янницис, Тасос
Анастасиос Янницис, также Тасос Янницис (греч. Τάσος Γιαννίτσης; род. 1944, Афины) — греческий политик, член ПАСОК. Бывший министр труда, иностранных дел, министр внутренних дел Греции (11 ноября 2011 — 17 мая 2012).

## Биография
Анастасиос Янницис родился в 1944 году в Афинах. Изучал право и экономико-политические науки в Афинском университете. Позднее получил степень кандидат экономических наук в Свободном университете Берлина (1974). С 1975 года он является профессором экономического факультета Афинского университета.
Служил консультантом в Союзе греческих банков, при министерстве финансов в правительстве Ксенофона Золотаса и ряде других учреждений. Член Комитета по финансам, советник Организации экономического сотрудничества и развития (1993—2000) и премьер-министра Костаса Симитиса по экономическим вопросам в период 1994—2000 годов. Он был министром труда и социальной политики (2000—2001), заместителем министра иностранных дел (2001—2004), министром иностранных дел (2004), государственным министром.
В декабре 2009 года подал в отставку с поста председателя совета правления Lambrakis Press и перешёл на пост президента Hellenic Petroleum. 11 ноября 2011 года назначен министром внутренних дел Греции в коалиционном правительстве во главе с Лукасом Пападимосом.
В январе 2025 года Янницис был выдвинут в качестве кандидата на пост президента Греции на президентских выборах 2025 года при поддержке ПАСОК.